# Jens Jonatan Steen
Jens Jonatan Steen Madsen (født 24. september 1981) er udviklingschef hos Socialdemokratiet, var opstillet som folketingskandidat for partiet i Fredericiakredsen ved Folketingsvalget 2019 og har tidligere været chefredaktør på Netavisen Pio.

## Karriere
Han er medstifter af Tænketanken Cevea, hvor han var direktør fra 2008-2011 og analysechef fra 2011-2015 overgik til at være analysechef. I samme periode, som han varetog direktørposten, var han ansat som ph.d.-stipendiat ved CBS, hvor hans vejleder var professor Ove Kaj Pedersen, der samtidigt var medlem af Ceveas bestyrelse.[kilde mangler]
Han har tidligere bl.a. arbejdet som fuldmægtig i Kulturministeriet, som freelancejournalist for Økonomisk Ugebrev og som pressemedarbejder for Mellemfolkeligt Samvirke. Derudover har Steen Madsen virket som underviser på Krogerup Højskole.[kilde mangler]
Steen Madsen er i dag Politik- og udviklingschef for Socialdemokratiet, som han også tidligere har arbejdet for i Bruxelles og på Christiansborg.
Jens Jonatan Steen er politisk debattør og har medvirket i en lang række offentlige debatter i radio og tv, samt dagblade. Han er fast klummeskribent på Berlingske, blogger på jp.dk og har redigeret og bidraget til flere politiske debat- og fagbøger, bl.a. "Political marketing: principles and applications" (2009), ”Velfærd med et menneskeligt ansigt” (2011), ”Højrepopulismen – Venstrefløjens akilleshæl” (2013), "Civilsamhället klämt mellan staten och kapitalet" (2013) og ”DeltagerDanmark” (2013).
Jens Jonatan Steen har markeret sig på dagsordener såsom øget demokratisering og borgerinddragelse, udvikling af velfærdsstaten, fornyelse af fagbevægelsen, begrænsning af uligheden, samt finanssektorens rolle for samfundsøkonomien.

## Baggrund
Jens Jonatan Steen er født og opvokset i Sejling ved Silkeborg. Han er søn af sognepræst Peder Steen og kaldskapellan Susan Steen.
Han har en bachelorgrad (BA) i EU-studier og en kandidatgrad i politik og administration fra Roskilde Universitet (RUC) fra 2008. Han har været ansat som ph.d.-stipendiat på CBS men har aldrig afsluttet ph.d.-projektet.[kilde mangler]
Jens Jonatan Steen er uddannet sergent ved Militærpolitiet og var i hæren fra 2000-2002.
Jens Jonatan Steen har lavet en del frivilligt arbejde, bl.a. som underviser i Danmarks Socialdemokratiske Ungdom (DSU), som valgobservatør for Silba i Hviderusland, som ansvarlig for projektet og tidsskriftet ”Dijalog” i Bosnien og som redaktør på det idépolitiske centrum-venstre magasin VISION (2004-2008).
Han er tidligere formand for Studenterforeningen Frit Forum Roskilde (2003-2006) og tidligere medlem af Akademisk Råd på RUC (2005-2006).
Han har en søn med ekskæresten Iben Maria Zeuthen.